# شهرستان آق‌دریا
ناحیهٔ آق‌دریا (به ازبکی: Oqdaryo tumani، آق‌دریا تومنی) یک شهرستان در ازبکستان است که در استان سمرقند واقع شده‌است.